# Iglesia de Santa María de las Lágrimas
La iglesia de Santa María de las Lágrimas es una iglesia de la localidad española de Guadix, en Granada. 

## Historia
En 1594, se funda el convento de San Agustín en la casa palacio de los Saavedra.
El obispo de Guadix fray José Laínez, agustino exclaustrado, lo renueva construyendo esta iglesia y otras partes del convento. 
En 1810 las tropas francesas instalan en el convento un cuartel, produciéndose destrozos. Tras la retirada de las tropas francesas, los agustinos lo recuperan. En 1836 es exclaustrado, vendiéndose sus bienes, y sufriendo un gran deterioro.
Con el Concordato de 1851, vuelve  a la diócesis, que instala el Seminario Conciliar de San Torcuato.
Durante la Guerra Civil, la iglesia dedicada a san Agustín, estaba administrada por el Ayuntamiento y la UGT, y sirvió como almacén general de víveres. Sufrió un gran deterioro, y el derrumbe de la cúpula central. Por orden del obispo de Guadix en 1949 fue restaurada, siendo su planta transformada. 
En 1996 el convento se cede al Ayuntamiento de Guadix, y la iglesia a la Muy Ilustre y Fervorosa Hermandad de Nuestra Señora de las Lágrimas en 1999.

## Descripción
Presenta una sola nave principal rectangular con bóveda de cañón sobre arcos fajones y lunetos que iluminan todo el espacio.